# Kodeks 0292
Kodeks 0292 (Gregory-Aland no. 0292) – grecki kodeks uncjalny Nowego Testamentu na pergaminie, datowany metodą paleograficzną na VI wiek. Rękopis jest przechowywany na Synaju. Tekst rękopisu jest wykorzystywany we współczesnych wydaniach greckiego Nowego Testamentu.

## Opis
Zachowała się 1 pergaminowa karta rękopisu z greckim tekstem Ewangelii Marka (6,55-7,5). Według rekonstrukcji oryginalne karty miały rozmiar 25 na 21 cm. Tekst jest pisany dwoma kolumnami na stronę, 18 linijek tekstu na stronę .

## Historia
INTF datuje rękopis 0292 na VI wiek .
Rękopis został znaleziony w maju 1975 roku podczas prac restauracyjnych w klasztorze wraz z wieloma innymi rękopisami . Na listę greckich rękopisów Nowego Testamentu wciągnął go Kurt Aland, oznaczając go przy pomocy siglum 0292. Został uwzględniony w II wydaniu Kurzgefasste.
Rękopis jest wykorzystywany we współczesnych wydaniach greckiego Nowego Testamentu (NA27, NA28). Nie wykorzystano go w UBS4.
Rękopis jest przechowywany w Klasztorze Świętej Katarzyny (N.E. ΜΓ 2-4) na Synaju .